# Constituția Africii de Sud
Constituția Africii de Sud este legea supremă a Republicii Africa de Sud. Aceasta afirmă existența republicii, stabilește drepturile și îndatoririle cetățenilor săi și definește structura guvernului. Actuala constituție, a cincea a țării, a fost întocmită de Parlamentul ales în 1994, în urma alegerilor generale din Africa de Sud. A fost promulgat de președintele Nelson Mandela la 18 decembrie 1996 și a intrat în vigoare la 4 februarie 1997, înlocuind Constituția Provizorie din 1993.  Prima constituție a fost adoptată prin Legea Africii de Sud din 1909, cea mai longevivă de până acum. Din 1961, constituțiile au promulgat o formă de guvernământ republicană.
Constituția are optsprezece amendamente din 1996 până în prezent. Constituția este intitulată oficial „Constituția Republicii Africa de Sud, 1996”. Anterior a fost, de asemenea, numerotat ca și cum ar fi o lege emis de Parlament – Legea nr. 108 din 1996 – dar, de la adoptarea Legii privind citarea legilor constituționale, nici acesteia, nici legile care o modifică nu i se alocă numere de lege.

## Conținut
Constituția constă dintr-o preambul, paisprezece capitole conținând 244 de articole și opt anexe. Fiecare capitol se ocupă de un subiect specific; anexele conțin informații suplimentare menționate în textul principal.

### Capitolul 1: Dispoziții Fundamentale
Capitolul 1 consacră în constituție principii naționale esențiale, definește steagul și imnul național al țării și specifică limbile oficiale, precum și principiile politicii lingvistice de guvernare. Acesta definește Africa de Sud ca „un stat unic, suveran și democratic”, bazat pe principii precum drepturile omului, supremația constituțională, statul de drept și sufragiul universal al adulților. Capitolul conține o clauză de suprematie care stabilește că toate celelalte legi și acțiuni sunt subordonate constituției.

### Capitolul 2: Legea Drepturilor
Capitolul 2 reprezintă o lege a drepturilor care enumeră drepturile civile, politice, economice, sociale și culturale ale cetățenilor din Africa de Sud. Majoritatea acestor drepturi se aplică oricărei persoane aflate în țară, cu excepția dreptului de vot, dreptului de muncă și dreptului de a intra în țară, care se aplică doar cetățenilor. Aceste drepturi se aplică, de asemenea, persoanelor juridice în măsura în care sunt relevante, având în vedere natura dreptului. Drepturile enumerate sunt:
- Secțiunea 9: Toți sunt egali în fața legii și au dreptul la protecție și beneficiul egal al legii. Motivele interzise pentru discriminare includ rasa, sexul, genul, sarcina, starea civilă, originea etnică sau socială, culoarea, orientarea sexuală, vârsta, dizabilitatea, religia, conștiința, credința, cultura, limba și nașterea.
- Secțiunea 10: Dreptul la demnitate umană.
- Secțiunea 11: Dreptul la viață.
- Secțiunea 12: Dreptul la libertate și securitate a persoanei, inclusiv protecția împotriva detenției arbitrare și detenției fără proces, dreptul de a fi protejat împotriva violenței, libertatea de tortură, libertatea de tratamente crude, inumane sau degradante, dreptul la integritatea corporală și drepturile reproductive.
- Secțiunea 13: Libertatea de a nu fi supus sclaviei, servituții sau muncii forțate.
- Secțiunea 14: Dreptul la viață privată, inclusiv protecția împotriva perchezițiilor și confiscărilor, și confidențialitatea corespondenței.
- Secțiunea 15: Libertatea de gândire și libertatea de religie.
- Secțiunea 16: Libertatea de exprimare, inclusiv libertatea presei și libertatea academică. Sunt explicit excluse propaganda pentru război, incitarea la violență și promovarea urii bazate pe rasă, etnie, gen sau religie.
- Secțiunea 17: Libertatea de întrunire și dreptul de a protesta.
- Secțiunea 18: Libertatea de asociere.
- Secțiunea 19: Dreptul de vot și sufragiul universal al adulților; dreptul de a candida pentru funcții publice; dreptul la alegeri libere, corecte și regulate; și dreptul de a forma, a se alătura și a milita pentru un partid politic.
- Secțiunea 20: Niciun cetățean nu poate fi privat de cetățenie.
- Secțiunea 21: Libertatea de mișcare, inclusiv dreptul de a părăsi Africa de Sud, dreptul cetățenilor la un pașaport și dreptul de a intra în Africa de Sud.
- Secțiunea 22: Dreptul de a alege o meserie, ocupație sau profesie, deși acestea pot fi reglementate de lege.
- Secțiunea 23: Drepturile legate de muncă, inclusiv dreptul de a se asocia în sindicate și dreptul de a face grevă.
- Secțiunea 24: Dreptul la un mediu înconjurător sănătos și protejat.
- Secțiunea 25: Dreptul de proprietate, limitat astfel încât proprietatea poate fi expropriată numai conform unei legi de aplicare generală (nu arbitrar), pentru un scop public și cu plata de compensație.
- Secțiunea 26: Dreptul la locuință, inclusiv dreptul la un proces echitabil în ceea ce privește evacuările și demolările dispuse de instanță.
- Secțiunea 27: Drepturile la hrană, apă, îngrijire medicală și asistență socială, pe care statul trebuie să le realizeze progresiv în limitele resurselor sale.
- Secțiunea 28: Drepturile copilului, inclusiv dreptul la un nume și naționalitate, dreptul la îngrijire familială sau parentală, dreptul la un standard de trai minim, dreptul de a fi protejat împotriva abuzurilor și maltratărilor, protecția împotriva muncii copilului inadecvate, dreptul de a nu fi reținut decât ca ultimă soluție, primatul intereselor superioare ale copilului și dreptul la un avocat independent în cazurile judiciare care implică copilul, și interdicția utilizării militare a copiilor.
- Secțiunea 29: Dreptul la educație, inclusiv dreptul universal la învățământul primar și gimnazial.
- Secțiunea 30: Dreptul de a folosi limba aleasă și de a participa la viața culturală aleasă.
- Secțiunea 31: Dreptul comunităților culturale, religioase sau lingvistice de a-și trăi cultura, de a-și practica religia și de a folosi limba lor.
- Secțiunea 32: Dreptul la accesul la informații, inclusiv la toate informațiile deținute de guvern.
- Secțiunea 33: Dreptul la justiție în acțiunile administrative ale guvernului.
- Secțiunea 34: Dreptul de a avea acces la instanțe.
- Secțiunea 35: Drepturile persoanelor arestate, reținute și acuzate, inclusiv dreptul la tăcere, protecția împotriva autoincriminării, dreptul la asistență juridică și asistență legală, dreptul la un proces echitabil, prezumția de nevinovăție și interdicția dublei pedeapse și a infracțiunilor ex post facto.

Secțiunea 36 permite limitarea drepturilor enumerate doar prin legi de aplicare generală și numai în măsura în care restricția este rezonabilă și justificabilă într-o „societate deschisă și democratică, bazată pe demnitate umană, egalitate și libertate.”
Secțiunea 37 permite limitarea anumitor drepturi în timpul unei stări de urgență, dar impune limite procedurale stricte asupra declarării stărilor de urgență și prevede drepturile persoanelor reținute în urma acestora.

### Capitolul 3: Guvernare Cooperativă
Capitolul 3 reglementează relațiile dintre organele de guvernare în cele trei „sfere” – națională, provincială și locală. Stabilește un set de principii care le impun să colaboreze de bună-voie și să acționeze în cel mai bun interes al cetățenilor. De asemenea, le cere să încerce să rezolve disputele pe cale amiabilă înainte de a recurge la instanțe.

### Capitolul 4: Parlamentul
Capitolul 4 definește structura Parlamentului, ramura legislativă a guvernului național. Parlamentul este compus din două camere: Adunarea Națională (camera inferioară), care este aleasă direct de către cetățeni, și Consiliul Național al Provinciilor (camera superioară), care este ales de legislaturile provinciale.
Capitolul stabilește principiile care reglementează alegerea și dizolvarea camerelor, cerințele pentru calitatea de membru al Parlamentului, cerințele de cvorum, procedurile pentru alegerea ofițerilor de conducere, precum și puterile, privilegiile și imunitățile Parlamentului și ale membrilor săi. De asemenea, stabilește procesul de transformare a proiectelor de lege în legi; sunt prevăzute proceduri diferite pentru modificările constituționale, proiectele de lege obișnuite care nu afectează problemele provinciale, proiectele de lege obișnuite care afectează problemele provinciale și proiectele de lege privind bugetul.

### Capitolul 5: Președintele și Executivul Național
Capitolul 5 definește structura executivului național și puterile Președintelui. Prevede alegerea și destituirea Președintelui de către Adunarea Națională și limitează mandatul Președintelui la două mandate de câte cinci ani. Îi conferă Președintelui puterile de șef de stat și șef de guvern; prevede numirea unui Cabinet de către Președinte; și stabilește responsabilitatea Președintelui și a Cabinetului în fața Parlamentului.

### Capitolul 6: Provincii
Capitolul 6 stabilește cele nouă provincii ale Africii de Sud și definește puterile și structura guvernelor provinciale. Granițele provinciilor sunt definite prin referire la Anexa 1A la Constituție, care se referă, la rândul său, la granițele municipiilor metropolitane și de district.
În unele privințe, capitolul servește drept model pe care o provincie îl poate modifica într-o măsură limitată prin adoptarea propriei constituții provinciale. Până în prezent, singura provincie care a făcut acest lucru este Western Cape. Capitolul prevede o legislatură unicamerală, un Premier ales de legislatură ca șef al executivului provincial și un Consiliu Executiv numit de Premier, care funcționează ca un cabinet provincial.
Guvernul provincial primește puteri exclusive asupra anumitor domenii, listate în Anexa 5, și puteri concurente cu guvernul național asupra altor domenii, listate în Anexa 4. Capitolul reglementează conflictul între legislația națională și cea provincială pe aceeași temă, stabilind circumstanțele în care una sau alta va prevala.

### Capitolul 7: Guvernare Locală
Capitolul 7 stabilește un cadru pentru guvernarea locală. Prevede înființarea de municipii pe întreg teritoriul Africii de Sud și stabilește trei categorii de municipii, prin care unele zone sunt administrate de o singură autoritate municipală de „Categoria A”, iar altele sunt guvernate de un sistem în două niveluri, cu un municipiu mai mare de „Categoria C” care include mai multe municipii de „Categoria B”. Municipiile sunt împuternicite să administreze anumite domenii enumerate în Anexele 4 și 5, iar autoritatea executivă și legislativă este atribuită consiliului municipal. Capitolul prevede ca alegerile municipale să aibă loc la fiecare cinci ani.

### Capitolul 8: Instanțe și Administrarea Justiției
Capitolul 8 stabilește structura sistemului judiciar. Definește ierarhia instanțelor, care include Instanțele de Magistrați, Înalta Curte, Curtea Supremă de Apel și Curtea Constituțională. Prevede numirea judecătorilor de către Președinte, pe baza recomandărilor Comisiei pentru Serviciul Judiciar, și stabilește o Autoritate Națională de Procuratură unică, responsabilă pentru toate urmăririle penale.

### Capitolul 9: Instituții de Stat care Susțin Democrația Constituțională
Capitolul 9 înființează mai multe comisii și instituții pentru a proteja și susține democrația și drepturile omului. Acestea sunt: Avocatul Poporului (un ombudsman), Comisia pentru Drepturile Omului din Africa de Sud, Comisia pentru Promovarea și Protejarea Drepturilor Comunităților Culturale, Religioase și Lingvistice, Comisia pentru Egalitatea de Gen, Auditorul General, Comisia Electorală Independentă și Autoritatea Independentă de Comunicații.

### Capitolul 10: Administrația Publică
Capitolul 10 stabilește valorile și principiile pentru administrarea funcției publice și înființează Comisia pentru Serviciul Public pentru a supraveghea aceasta.

### Capitolul 11: Servicii de Securitate
Capitolul 11 stabilește structuri pentru controlul civil asupra Forțelor de Apărare, Serviciului de Poliție și serviciilor de informații. Îl desemnează pe Președinte ca șef suprem al forțelor de apărare, dar impune condiții privind modul în care acesta poate ordona utilizarea forțelor de apărare și solicită rapoarte periodice către Parlament. Serviciul de poliție este plasat sub controlul guvernului național, dar conferă guvernelor provinciale anumite puteri pentru a administra și supraveghea activitățile de poliție.

### Capitolul 12: Liderii Tradiționali
Capitolul 12 recunoaște statutul și autoritatea liderilor tradiționali și a dreptului consuetudinar, sub rezerva Constituției. Permite înființarea unor camere provinciale ale liderilor tradiționali și a unui consiliu național al liderilor tradiționali.
Liderii tradiționali trebuie să aibă responsabilități în afacerile și luarea deciziilor la nivel municipal pentru a sprijini dezvoltarea durabilă a comunității care locuiește în acel municipiu. Deoarece există lideri tradiționali care nu au îndatoriri zilnice, aceștia ar trebui să facă parte din consiliul primăriei.

### Capitolul 13: Finanțe
Capitolul 13 se ocupă cu finanțele publice. Stabilește un Fond Național de Venituri, din care banii pot fi alocați doar printr-o lege a Parlamentului, și Fonduri Provinciale de Venituri, din care banii pot fi alocați doar printr-o lege a legislaturii provinciale. Prevede o distribuție echitabilă a veniturilor naționale către provincii și municipii și conferă guvernelor provinciale și locale puterea de a stabili anumite impozite și taxe. Impune o bugetare eficientă și transparentă la toate nivelurile de guvernare și conferă Trezoreriei Naționale puterea de a supraveghea procesele bugetare. Impune anumite restricții asupra achizițiilor publice și împrumuturilor guvernamentale. Capitolul înființează Comisia Financiară și Fiscală pentru a oferi consultanță guvernului în probleme financiare și Banca de Rezervă a Africii de Sud pentru a supraveghea moneda.

### Capitolul 14: Dispoziții Generale
Capitolul final se ocupă cu dispoziții tranzitorii și incidente. În special, prima parte se referă la dreptul internațional, stabilind că acordurile existente care obligă Africa de Sud vor continua să o oblige și că noile acorduri (cu excepția celor de natură tehnică) vor fi obligatorii doar după aprobarea de către Parlament. De asemenea, prevede că dreptul internațional consuetudinar se aplică în Africa de Sud, cu excepția cazului în care este în conflict cu legea națională, și că instanțele trebuie, acolo unde este posibil, să interpreteze legea națională astfel încât să fie în concordanță cu dreptul internațional.
Restul capitolului conține o colecție diversificată de dispoziții:
- care permit Parlamentului să adopte Cartelele Drepturilor ce extind Legea Drepturilor;
- care permit recunoașterea dreptului la autodeterminare al comunităților din Africa de Sud;
- care impun finanțarea publică a partidelor politice reprezentate în parlamentele naționale și provinciale;
- care prevăd că obligațiile impuse de constituție trebuie să fie îndeplinite fără întârziere;
- care stabilesc că unele puteri executive pot fi delegate de un organ de stat altuia;
- care definesc anumite termene utilizate în textul constituției; și,
- având în vedere că Constituția este publicată în toate cele unsprezece limbi oficiale, prevede că textul în limba engleză este autoritar în caz de conflict.

Capitolul 14 abrogă, de asemenea, Constituția Provizorie din 1993 și se referă la Anexa 6 pentru a reglementa procesul de tranziție către noua Constituție. În final, îi conferă Constituției titlul său oficial, „Constituția Republicii Africa de Sud, 1996,” și stabilește calendarul pentru intrarea sa în vigoare, conform căruia Președintele a stabilit data de început pentru majoritatea secțiunilor, deși anumite secțiuni referitoare la chestiuni financiare au intrat în vigoare abia la 1 ianuarie 1998.

### Anexe
- Anexa 1, menționată în Capitolul 1, descrie drapelul național.
- Anexa 1A, menționată în Capitolul 6, definește zonele geografice ale provinciilor, prin referire la hărțile publicate de Consiliul de Delimitare Municipală, care definesc municipiile metropolitane și districtele.
- Anexa 2 conține textele jurămintelor sau afirmațiilor solemne care trebuie depuse de deținătorii de funcții politice și judecători.
- Anexa 3 descrie procedura de alegere a Președintelui de către Adunarea Națională și alegerea ofițerilor de conducere de către organele legislative, precum și formula prin care locurile în Consiliul Național al Provinciilor sunt alocate partidelor politice.
- Anexa 4 enumeră „domeniile funcționale” asupra cărora Parlamentul și legislaturile provinciale au competență concurentă de a legifera.
- Anexa 5 enumeră domeniile funcționale asupra cărora legislaturile provinciale au competență exclusivă de a legifera.[22]
- Anexa 6 detaliază aranjamentele tranzitorii prin care instituțiile existente sub constituția anterioară au fost transformate în instituțiile stabilite de noua constituție. Aceasta prevede continuarea legilor existente și atribuirea administrării acestora guvernelor provinciale, acolo unde este cazul. De asemenea, prevede ca anumite secțiuni ale vechii constituții să rămână în vigoare în ciuda abrogării acesteia, cu amendamentele listate în anexă. Include, de asemenea, amendamente temporare la textul constituției care au permis Guvernului Unității Naționale să continue până la alegerile din 1999.
- Anexa 7 enumeră legile abrogate de noua constituție, incluzând Constituția Provizorie din 1993 și cele zece amendamente aduse acesteia.

## Amendamente
Secțiunea 74 a Constituției prevede că un proiect de lege pentru modificarea Constituției poate fi adoptat numai dacă cel puțin două treimi dintre membrii Adunării Naționale (adică cel puțin 267 din cei 400 de membri) votează în favoarea acestuia. Dacă modificarea afectează competențele sau granițele provinciale, sau dacă modifică Legea Drepturilor în Capitolul 2, este necesar ca cel puțin șase dintre cele nouă provincii din Consiliul Național al Provinciilor să voteze, de asemenea, în favoarea acesteia. Pentru a modifica Secțiunea 1 a Constituției, care stabilește existența Africii de Sud ca stat suveran și democratic și enunță valorile fundamentale ale țării, este necesar să se obțină sprijinul a trei sferturi din membrii Adunării Naționale. Până în prezent, au fost înregistrate optsprezece modificări ale Constituției din 1996.

### Primul Amendament
Legea privind Prima Amendare a Constituției (anterior cunoscută sub denumirea de Legea privind Amendamentul Constituției Republicii Africa de Sud, 1997) a fost semnată de Președinte la 28 august 1997, dar a avut efect retroactiv începând cu 4 februarie 1997, data la care Constituția a intrat în vigoare. Amendamentul avea trei prevederi:
- Să stabilească faptul că o persoană care îndeplinește funcția de Președinte Interimar al Republicii de mai multe ori în cadrul unui singur mandat prezidențial trebuie să depună jurământul de învestire doar la prima sa numire ca Președinte Interimar.
- Să permită Președintelui Curții Constituționale să desemneze un alt judecător pentru a administra jurământul de învestire Președintelui sau Președintelui Interimar, în loc să o facă personal.
- Să extindă data limită pentru acțiunile pentru care poate fi acordată amnistie de Comisia pentru Adevăr și Reconciliere, schimbând-o de la 6 decembrie 1993 la 11 mai 1994.

Această ultimă modificare a permis Comisiei pentru Adevăr și Reconciliere să se ocupe de diverse evenimente violente, în special lovitura de stat din Bophuthatswana și urmările sale, care au avut loc înainte de alegerile generale din 1994.

### Al Doilea Amendament
Legea privind Al Doilea Amendament al Constituției (anterior cunoscută sub denumirea de Legea privind Amendamentul Constituției Republicii Africa de Sud, 1998) a intrat în vigoare la 7 octombrie 1998. Amendamentul conține cinci prevederi:
- Extinderea duratei de mandat a consiliilor municipale de la patru ani la cinci ani.
- Extinderea anumitor termene în cadrul procesului de tranziție către sistemul de guvernare local post-apartheid.
- Permițând desemnarea de înlocuitori pentru a substitui membrii Comisiei pentru Serviciul Judiciar.
- Conferirea Parlamentului capacității de a atribui puteri sau funcții suplimentare Comisiei pentru Serviciul Public.
- Schimbarea denumirii Comisiei pentru Drepturile Omului în Comisia pentru Drepturile Omului din Africa de Sud.

### Al Treilea Amendament
Legea privind Al Treilea Amendament al Constituției (anterior cunoscută sub denumirea de Legea privind Amendamentul Constituției Republicii Africa de Sud, Al Doilea Amendament, 1998), a intrat în vigoare la 30 octombrie 1998. Această lege a permis înființarea de municipalități care se întind peste granițele provinciale, cu acordul guvernului național și al guvernelor provinciale relevante. Modificările aduse de această lege au fost abrogate în 2005 prin Al Douăsprezecelea Amendament.

### Al Patrulea și Al Cincilea Amendamente
Legea privind Al Patrulea Amendament al Constituției și Legea privind Al Cincilea Amendament al Constituției (anterior cunoscute sub denumirile de Legea privind Amendamentul Constituției Republicii Africa de Sud, 1999 și Legea privind Amendamentul Constituției Republicii Africa de Sud, Al Doilea Amendament, 1999) au intrat în vigoare la 19 martie 1999. Acestea au fost adoptate ca două amendamente separate deoarece Al Patrulea Amendament conținea dispoziții care afectau guvernul provincial și care necesitau aprobarea Consiliului Național al Provinciilor, în timp ce Al Cincilea Amendament nu avea asemenea cerințe.
Al Patrulea Amendament:
- A clarificat că alegerile pentru legislaturile provinciale pot fi convocate fie înainte, fie după expirarea mandatului legislaturii anterioare.
- A modificat formula de alocare a locurilor delegate pentru partide în Consiliul Național al Provinciilor.

Al Cincilea Amendament:
- A clarificat că alegerile pentru Adunarea Națională pot fi convocate fie înainte, fie după expirarea mandatului Adunării anterioare.
- A permis ca președintele și vicepreședintele Comisiei pentru Finanțe și Fiscalitate să fie membri cu normă parțială.

### Al Șaselea Amendament
Legea privind Al Șaselea Amendament al Constituției (anterior cunoscută sub denumirea de Legea privind Amendarea Constituției Republicii Africa de Sud, 2001) a intrat în vigoare la 21 noiembrie 2001. Principalul său efect a fost de a conferi titlul de „Președinte al Curții Constituționale a Africii de Sud” judecătorului șef al Curții Constituționale a Africii de Sud, care anterior avea titlul de „Președinte al Curții Constituționale”. Judecătorul șef al Curții Supreme de Apel (SCA), care anterior avea titlul de Președinte al Curții Supreme de Apel, a devenit în schimb „Președinte al Curții Supreme de Apel”. De asemenea, șefii adjuncți ai fiecărei instanțe au fost redenumiți în mod similar. În consecință, multe dispoziții ale Constituției au trebuit să fie amendate acolo unde făceau referire la Președintele Curții Constituționale.
Aceste modificări au avut scopul de a clarifica structura sistemului judiciar sud-african. Anterior, Președintele Curții Constituționale era responsabil pentru diverse atribuții constituționale, cum ar fi convocarea primei sesiuni a Parlamentului după alegeri și prezidarea alegerii Președintelui Republicii la acea sesiune, în timp ce Președintele Curții Supreme de Apel era responsabil pentru administrația judiciară, inclusiv, de exemplu, conducerea Comisiei pentru Servicii Judiciare. Aceste responsabilități au fost consolidate într-un singur post, reflectând preeminența Curții Constituționale în vârful sistemului judiciar.
Alte dispoziții ale amendamentului:
- Au permis extinderea mandatului unui judecător al Curții Constituționale – de obicei douăsprezece ani sau până când judecătorul împlinește vârsta de șaptezeci de ani, oricare este mai scurt – printr-o lege a Parlamentului.
- Au permis Președintelui să numească doi miniștri adjuncți din afara Adunării Naționale, în timp ce anterior miniștrii adjuncți trebuiau să fie membri ai Adunării.
- Au permis consiliilor municipale să lege autoritatea viitoarelor consilii succesoare, ca garanție pentru un împrumut.

Legea privind Al Șaselea Amendament al Constituției (fost Legea privind Amendamentul Constituției Republicii Africa de Sud, 2001) a intrat în vigoare la 21 noiembrie 2001. Efectul principal a fost atribuirea titlului de „Președinte al Curții Constituționale a Africii de Sud” judecătorului președinte al Curții Constituționale a Africii de Sud, care anterior avea titlul de „Președinte al Curții Constituționale”. Judecătorul președinte al Curții Supreme de Apel (SCA), care anterior avea titlul de Președinte al Curții Supreme, a devenit „Președinte al Curții Supreme de Apel”. De asemenea, titlurile adjuncților fiecărei instanțe au fost schimbate în mod similar. Ca urmare, multe dispoziții ale Constituției au trebuit să fie modificate acolo unde se făcea referire la Președintele Curții Constituționale.
Aceste modificări au fost destinate să clarifice structura sistemului judiciar sud-african. Anterior, Președintele Curții Constituționale era responsabil pentru diverse responsabilități constituționale, cum ar fi convocarea primei sesiuni a Parlamentului după alegeri și prezidarea alegerii Președintelui Republicii la acea sesiune, în timp ce Președintele Curții Supreme era responsabil pentru administrarea judiciară, inclusiv, de exemplu, președinția Comisiei pentru Servicii Judiciare. Aceste responsabilități au fost consolidate într-un singur post, reflectând preeminența Curții Constituționale la vârful sistemului judiciar.
Alte dispoziții ale amendamentului:
- Au permis prelungirea mandatului unui judecător al Curții Constituționale – de obicei douăsprezece ani sau până când judecătorul ajunge la vârsta de șaptezeci de ani, oricare dintre acestea este mai scurtă – printr-o Lege a Parlamentului.
- Au permis Președintelui să numească doi Miniștri Adjuncți din afara Adunării Naționale, în timp ce anterior Miniștri Adjuncți trebuiau să fie membri ai Adunării.
- Au permis consiliilor municipale să oblige autoritatea consiliilor succesoare viitoare, ca garanție pentru un împrumut.

### Al Saptelea Amendament
Legea privind al Saptelea Amendament al Constituției (fost cunoscută sub numele de Legea privind Amendamentul Constituției Republicii Africa de Sud, al doilea amendament, 2001) a intrat în vigoare la 26 aprilie 2002, cu excepția dispozițiilor referitoare la Comisia pentru Finanțe și Fiscalitate, care au intrat în vigoare la 1 decembrie 2003. Amendamentul a adus diverse modificări la dispozițiile care reglementează managementul financiar al guvernului național și provincial, inclusiv:
- Extinderea definiției unui „proiect de lege privind finanțele” în Parlamentul național și în adunările provinciale.

Obligativitatea ca proiectele de lege privind distribuția veniturilor (proiecte de lege care împart veniturile între guvernele naționale, provinciale și locale) să fie introduse în Parlament doar de către Ministrul de Finanțe.
- Reducerea dimensiunii Comisiei pentru Finanțe și Fiscalitate de la 22 de membri la 9 membri, prin micșorarea numărului de membri aleși de președinte de la 9 la 2, și prin înlocuirea celor 9 membri aleși de cele 9 provincii individual cu 3 membri aleși colectiv de provincii.
- Modificarea mecanismelor prin care guvernul național poate controla practicile financiare ale guvernelor provinciale.

### Al Optulea, Al Nouălea și Al Zecea Amendamente
Aceste amendamente au permis legislatorilor să schimbe partidul, adică să părăsească partidul politic și să se alăture unui alt partid (sau să formeze un nou partid) fără a-și pierde poziția aleasă. Acest lucru nu era permis inițial deoarece alegerile din Africa de Sud se bazează pe reprezentarea proporțională pe liste de partid, în care alegătorii aleg un partid politic, nu un candidat individual. Astfel, schimbarea partidului înseamnă că compoziția organelor alese nu mai reflectă preferințele alegătorilor.
Al Optulea și Al Nouălea Amendamente au intrat în vigoare la 20 iunie 2002, împreună cu Legea privind Pierderea sau Menținerea Calității de Membru al Legislativelor Naționale și Provinciale, 2002. Al Optulea Amendament a permis membrilor consiliilor municipale să schimbe partidul. Legea privind Pierderea sau Menținerea Calității de Membru a fost destinată să permită membrilor Adunării Naționale și ai legislativelor provinciale să schimbe partidul. Al Nouălea Amendament a prevăzut redistribuirea locurilor în Consiliul Național al Provinciilor atunci când compoziția de partid a unei legislative provinciale se schimba ca urmare a schimbării partidului.
Cu toate acestea, la 4 octombrie 2002, în cazul United Democratic Movement v. Președintele Republicii Africa de Sud și alții, Curtea Constituțională a declarat Legea privind Pierderea sau Menținerea Calității de Membru ca fiind neconstituțională, astfel încât schimbarea partidului a rămas interzisă în Adunarea Națională și în legislativele provinciale. Al Zecea Amendament a fost introdus pentru a permite constituțional schimbarea partidului în Adunarea Națională și în legislativele provinciale; a intrat în vigoare la 20 martie 2003.
Schimbările aduse de aceste trei amendamente au fost anulate când schimbarea partidului a fost interzisă în 2009 prin Al Paisprezecelea și Al Cincisprezecelea Amendamente.

### Al Unsprezecelea Amendament
Legea privind Al Unsprezecelea Amendament al Constituției Republicii Africa de Sud (fostă Legea privind Amendamentul Constituției Republicii Africa de Sud, Al Doilea Amendament, 2003) a intrat în vigoare la 11 iulie 2003. A redenumit Provincia de Nord în Limpopo, a modificat procedura pentru intervenția guvernului național într-un guvern provincial aflat în dificultate și intervenția unui guvern provincial într-o municipalitate aflată în dificultate și a extins competențele executive ale guvernului provincial atunci când intervine într-o municipalitate.

### Al Douăsprezecelea și Al Treisprezecelea Amendamente

Zonele și limitele afectate de Amendamentul al Doisprezecelea

Legea privind Al Douăsprezecelea Amendament al Constituției a intrat în vigoare la 1 martie 2006; a modificat limitele a șapte provincii. În constituția interimară, provinciile fuseseră definite conform districtelor magisteriale; amendamentul le-a redefinit conform municipalităților de district și metropolitane. Al Douăsprezecelea Amendament a eliminat, de asemenea, prevederile introduse de Al Treilea Amendament care permiteau înființarea municipalităților peste limitele provinciale.
Unele dintre schimbările de limită au întâmpinat o opoziție publică considerabilă. Comunitatea Matatiele, care fusese transferată din KwaZulu-Natal în Eastern Cape, a contestat amendamentul în fața Curții Constituționale, care a decis pe 18 august 2006 că Legislatura din KwaZulu-Natal nu a permis participarea publicului necesară înainte de a aproba amendamentul. Ordinea instanței a fost suspendată timp de optsprezece luni, iar în acest timp Parlamentul a reînregistrat schimbarea limitei din Matatiele ca Al Treisprezecelea Amendament, care a intrat în vigoare la 14 decembrie 2007.
Locuitorii din Khutsong, care fuseseră transferați din Gauteng în North West, au recurs la marșuri, proteste (în unele cazuri violente) și boicoturi și absențe. În 2009, Municipalitatea Merafong City, care conține Khutsong, a fost transferată înapoi în Gauteng prin Al Șaisprezecelea Amendament.

### Al Paisprezecelea și Al Cincisprezecelea Amendamente
Legile privind Al Paisprezecelea și Al Cincisprezecelea Amendamente al Constituției au intrat în vigoare la 17 aprilie 2009; acestea au abrogat prevederile referitoare la trecerea de la un partid la altul introduse prin Al Optulea, Al Nouălea și Al Zecelea Amendamente.
Al Paisprezecelea Amendament a inclus prevederi care au afectat legislaturile provinciale și Consiliul Național al Provinciilor (NCOP), și, prin urmare, a trebuit să fie aprobat de o supermajoritate în NCOP, precum și în Adunarea Națională. Al Cincisprezecelea Amendament a conținut prevederi suplimentare care trebuiau aprobate doar de Adunarea Națională.

### Al Șaisprezecelea Amendament
Legea privind Al Șaisprezecelea Amendament al Constituției a intrat în vigoare pe 3 aprilie 2009. Aceasta a transferat Municipiul Merafong City din provincia North West în provincia Gauteng. Această schimbare a fost efectuată ca urmare a opoziției și protestelor comunității din Khutsong, care au rezultat din modificarea limitelor introdusă de Al Doisprezecelea Amendament.

### Al Șaptesprezecelea Amendament
Legea privind Al Șaptesprezecelea Amendament al Constituției a intrat în vigoare pe 23 august 2013; împreună cu Legea privind Curțile Superioare, a restructurat sistemul judiciar. Amendamentul conține următoarele modificări:
- A declarat Președintele Curții Constituționale drept șef al sistemului judiciar, cu responsabilitatea pentru supravegherea administrativă a instanțelor.
- A extins competența Curții Constituționale astfel încât, pe lângă problemele constituționale, să aibă competență asupra oricăror probleme de importanță generală pe care alege să le audieze.
- A eliminat competența Curții Supreme de Apel în apelurile de la Curtea de Apel pentru Dreptul Muncii și Curtea de Apel pentru Concurență.
- A modificat referirile la instanțele înalte, astfel încât acestea să fie considerate divizii ale unei singure Înalte Curți a Africii de Sud, mai degrabă decât instanțe separate.
- A permis numirea unui judecător al Curții Constituționale ca Președinte Adjunct Interimar al Curții Constituționale (DCJ) în cazul în care funcția este vacantă sau DCJ-ul este absent.

### Al Optsprezecelea Amendament
Legea privind Al Optsprezecelea Amendament al Constituției Republicii Africa de Sud, semnată la 19 iulie 2023, a stabilit limba semnelor sud-africană ca fiind o limbă oficială a Africii de Sud, pe lângă cele unsprezece limbi oficiale vorbite existente.